# Dominika Giedrojć
Dominika Giedrojć (ur. 12 lutego 1991 w Hamburgu) – polska piłkarka ręczna grająca na pozycji prawoskrzydłowej, młodzieżowa reprezentantka Polski.
Sukcesy
- 2007  – Mistrzostwa Polski kadetek w Krakowie (klub już nieistniejący)
- 2009  – srebrny medal w Poznaniu (augustowianka/start)
- 2009  – złoty medal podczas turnieju w Rzeszowie (augustowianka/start)
- 2010 – mistrzostwo Niemiec z HC Leipzig
- 2011 – mistrzostwa w piłce ręcznej plażowej

Nagrody indywidualne
- 2011 – najlepsza piłkarka ręczna turnieju Niemiec (3 światy)
- 2010/2011 – najpiękniejsza piłkarka – grupa wschodnia
- 2010  – najlepsza piłkarka turnieju w Rzeszowie
- 2011/2012 – nominowana do nagrody Złotej piłki w Hamburgu
- 2011/2012  – zdobywczyni Srebrnej Piłki w Hamburgu za osiągnięcia sportowe
- 2012  zdobywczyni Złotej Róży „Goldpunkte” na Gali sportowców Hamburg lipiec 2012